# James Home (2e comte de Home)
James Home, 2e comte de Home (mort en 1633) est un noble écossais.

## Biographie
James est le fils d'Alexander Home (1er comte de Home) (en) et de Mary, comtesse de Home. Il devient comte de Home à la mort de son père à Londres en avril 1619. Sa mère écrit à Jacques Ier en son nom dans les négociations sur les propriétés appartenant autrefois à Francis Stewart, 5e comte de Bothwell .
James épouse d'abord Catherine Cary (1609-1626) fille aînée d'Henry Cary (1er vicomte Falkland) et de la dramaturge Elizabeth Cary auteur de La Tragédie de Mariam . John Chamberlain rapporte que le roi Jacques a arrangé le mariage qui a lieu dans la chambre du roi ou la chambre de présence au palais de Whitehall en mai 1622. Le roi voulait que le mariage soit conclu avant que le vicomte Falkland ne devienne Lord Deputy d'Irlande. En Écosse, sur ordre du roi, l'avocat Thomas Hamilton convoque les six lairds du nom de Home ; Wedderburn, Ayton, Blackadder, Polwarth, Manderston, Hutton Hall et North Berwick. Il leur raconte les détails du mariage du comte et que le roi Jacques souhaite qu'ils soient « des instruments de paix et d'amour entre lui et sa dame ». Les lairds espèrent que la mère de Home les consulterait au sujet des affaires du comte et tiendrait compte de leurs conseils. Sinon, ils ne se contenteraient pas d'intervenir dans les affaires du comte .
La mort de Catherine en couches aurait provoqué la conversion de sa mère au catholicisme. En 1626, James épouse Grace Fane (décédée en 1633) fille de Francis Fane (1er comte de Westmorland) et de Mary Mildmay.
James meurt à Londres sans héritier en 1633, en présence du médecin de la cour Théodore de Mayerne et Grace meurt peu après à Apethorpe. Son successeur comme comte de Home est James Home de Coldenknowes.